# Provincia de Alto Lomami
Alto Lomami (en francés: Haut-Lomami) es una de las veintiséis provincias de la República Democrática del Congo. Es una de las nuevas divisiones políticas en que el país fue dividido de acuerdo con la Constitución de 2005. La capital es Kamina.

## Historia
De 1966 a 2015, Alto Lomami fue administrado como un distrito que pertenecía a la provincia de Katanga.

## Divisiones administrativas
La provincia está dividida en los siguientes territorios:
- Bukama
- Kabongo
- Kamina
- Kaniama
- Malemba-Nkulu